# Laškar-e Balúčistán
Laškar-e Balúčistán(persky,urdsky:لشکر بلوچستان ) (také LeB) je separatistická-ozbrojená skupina založená v Balúčistánu, horském regionu Pákistánu, která usiluje o nezávislost na Pákistánu. Skupina LeB se stala známou poté, co potvrdila zodpovědnost za několik bombových útoků v Láhoru, Karáčí a Kvétě. Zahynulo několik lidí a mnoho bylo zraněno.
Organizace je odnoží Balúčistánské osvobozenecké armády a operuje ve vzdálených oblastech pákistánského Balúčistánu. V současnosti jej vede Javed Mengal, syn Ataulláha Mengala. Chán Balúč je mluvčím skupiny.
Věří se, že Laškar-e Balúčistán má několik táborů v Balúčistánu i v Afghánistánu.

## Řídící struktura
Laškar-e Balúčistán se skládá z praporů, každý obsahuje 20 partyzánů a je veden vlastním velitelem praporu. Každý velitel praporu pracuje pod vrchním velitelem LeB Javed Mengalem.

## Označení za teroristickou organizaci
V srpnu 2012 byla LeB jako teroristická označena pákistánskou vládou. V mezinárodním měřítku byla označena jako teroristická skupina i ministerstvem vnitra Spojeného království. Důsledkem tohoto kroku je zákaz vstupu osob spojených z Leb na půdu Spojeného království.

## Obvinění ze zahraniční podpory
Pákistán opakovaně obvinil Indii z podpory balúčských militantních skupin v souvislosti s destabilizací regionu.  Indie však kategoricky popřela obvinění, že nebyly poskytnuty konkrétní důkazy.